# Confédération (syndicalisme)
Pour les articles homonymes, voir Confédération.
Une centrale syndicale, ou une confédération syndicale, est un groupement de fédérations syndicales ou de syndicats de salariés dans une juridiction donnée, à l'échelle nationale ou internationale.

## Terme et définition
Le terme de confédération est utilisé en 1895 par la Confédération générale du travail qui se constitue par le rassemblement de la Fédération nationale des syndicats et la fédération des bourses du travail. Il est ensuite repris par de nombreuses organisations syndicales nationales.
Selon l'Office québécois de la langue française, le terme « centrale syndicale » désigne un groupement, à l'échelle nationale, de fédérations syndicales ou de syndicats de salariés. La banque de données terminologiques et linguistiques du gouvernement du Canada ajoute pour sa part dans sa définition que les centrales syndicales peuvent être au niveau d'un état ou même au niveau international.

## En France
En 1886 est fondée la première centrale syndicale au monde, la Fédération nationale des syndicats.
Seules cinq organisations syndicales peuvent réellement prétendre à représenter l'ensemble des salariés, sans forcément d'ailleurs avoir une représentativité réelle dans tous les secteurs.
Il s'agit de :
- la Confédération générale du travail
- la Confédération française démocratique du travail
- la Confédération générale du travail - Force ouvrière (souvent abrégé en "Force Ouvrière")
- la Confédération française de l'encadrement - Confédération générale des cadres
- la Confédération française des travailleurs chrétiens

D'autres organisations, qui s'intitulent « confédérations », n'en ont pas les caractéristiques :
- soit parce que leur implantation est purement sectorielle, c'est le cas de la Confédération générale des cadres, qui ne syndique que les cadres, techniciens et agents de maîtrise, ou encore de la Confédération syndicale de l'éducation nationale, qui ne syndique que des personnels d'un département ministériel ;
- soit parce leur implantation reste très limitée par le faible nombre de syndicats y adhérant ; c'est le cas, par exemple, de la Confédération autonome du travail, qui ne regroupe que quelques syndicats sectoriels.

### Structures des confédérations
En lien avec son origine historique, la confédération CGT regroupe des fédérations et des unions départementales, héritières des bourses du travail.
- Les fédérations professionnelles regroupent les syndicats d'une même branche d'activité (fédération de l'éducation, de l'énergie, des cheminots...)
- Les unions départementales regroupent les syndicats ou les sections syndicales (pour les syndicats nationaux) d'un même département (union départementale, UD).

Chaque syndiqué appartient ainsi à la fois à une fédération et à une UD. De la sorte, il est à la fois concerné par les problèmes de sa profession (par le canal de la fédération) et par ceux de son lieu de  travail (par son UD). Cette structure permet de concilier spécialisation des syndicats et liens interprofessionnels.
Les autres confédérations ont repris cette structuration, mais avec un découpage différent des fédérations, et des unions territoriales qui ne sont pas forcément départementales. Ainsi, la CFDT est organisée en Unions régionales et non départementales.

### Confédérations, fédérations et unions
Les nouvelles forces syndicales émergentes depuis les années 90 n'ont pas choisi le terme de « confédération » pour se définir, soit parce qu'elles jugeaient que le modèle d'organisation trop rigide, soit par tradition d'autonomie, soit par refus de se présenter comme organisation syndicale ayant vocation à rassembler tous les salariés.
- l'Union syndicale Solidaires, a ainsi été constituée à l'initiative de syndicats soit ayant une tradition ancienne d'autonomie, soit issus de la CFDT dont ils contestaient le caractère trop autoritaire de la structure confédérale sur les syndicats ;
- l'Union nationale des syndicats autonomes, a elle rassemblé des syndicats ayant une longue tradition d'autonomie, mais est de fait organisée en « branches » qui ressemblent fortement à des fédérations ;
- la Fédération syndicale unitaire, elle, a volontairement réduit son champ de syndicalisation d'abord aux personnels de l'éducation, de la recherche et de la culture, puis à l'ensemble des trois fonctions publiques.

De fait, cependant, ces trois dernières organisations, tout comme la CFE-CGC, sont désormais reconnues comme interlocuteurs « à égalité » par les confédérations dans les discussions intersyndicales interprofessionnelles.

## Au Canada
Au Québec et au Canada, confédération et centrale syndicale sont des termes synonymes. Au Canada, les centrales syndicales sont les représentants des intérêts de leurs membres auprès des gouvernements locaux, provinciaux et fédéral.
Selon un rapport du gouvernement du Canada paru en 2012, c'est le Congrès du travail du Canada qui représente la plus grande part des travailleurs visés par les conventions collectives, parmi les centrales syndicales du Canada et des États-Unis, avec 70,2 %. De nos jours, les plus importantes centrales sont:
- Le Congrès du travail du Canada, environ 3 millions de membres au pays ;
- La Confédération des syndicats nationaux (Québec), environ 320 000 membres ;
- La Centrale des syndicats du Québec, environ 190 000 membres.

Selon un rapport du gouvernement du Canada paru en 2012, c'est le Congrès du travail du Canada qui représente la plus grande part des travailleurs visés par les conventions collectives, parmi les centrales syndicales du Canada et des États-Unis, avec 70,2 %.

### Québec

#### Droit québécois
Le terme « centrale syndicale » est couramment employé au Québec pour désigner les grands syndicats nationaux ou internationaux organisés en confédérations, dont la Confédération des syndicats nationaux et la Fédération des travailleurs du Québec. Ces syndicats sont très grands et beaucoup plus influents et puissants que les petits syndicats indépendants d'une seule entreprise, que l'on appelle également les syndicats de boutique.
L'article 47 du Code du travail « oblige l’employeur à prélever sur la paie de chacun des salariés visés par l’accréditation, ou bien le montant de la cotisation syndicale fixé par le syndicat ou bien son équivalent, selon que les salariés de l’unité de négociation en sont membres ou non », et ce depuis 1977. Dans sa forme la plus contraignante, l'adhésion à une centrale syndicale s’avère une condition préalable à l’embauche du salarié par l’employeur et au maintien de son emploi, selon la formule de l'atelier fermé qui oblige l'appartenance au syndicat en place. L’origine de cette retenue syndicale obligatoire résulte d’une décision du juge Rand rendue en 1945 et cette obligation est inscrite à l’article 47 du Code du travail du Québec depuis 1977.
La décision R. c. Advance Cutting & Coring Ltd de la Cour suprême du Canada est un arrêt de principe concernant l'obligation pour certains travailleurs de la construction d'être membres d'une centrale syndicale. La décision conclut que cela ne viole pas  la liberté d'association de l'article 2 d) de la Charte canadienne des droits et libertés

#### Centrales syndicales au Québec
Le Québec compte quatre centrales syndicales .
La Fédération des travailleurs et travailleuses du Québec (FTQ) représente la plus grosse centrale syndicale du Québec, avec 44% des syndiqués comme membre, suivit de la Confédération des syndicats nationaux (CSN)

#### Anecdotes
Dans l'histoire du Québec, un événement mémorable concernant les centrales syndicales est l'emprisonnement des chefs des trois principales centrales syndicales lors du Front commun intersyndical de 1972, ce dont le quotidien La Presse fait état dans son édition du 15 mai 1972.
Plus récemment (2020), les centrales syndicales ont uni leurs forces pour demander un réinvestissement de l'État dans les services publics, qui ont été mis à mal par des années de restrictions budgétaires.